# 日本美術刀剣保存協会
公益財団法人日本美術刀剣保存協会（にっぽんびじゅつとうけんほぞんきょうかい、英語名：The Society for Preservation of Japanese Art Swords、略呼称:にっとうほ）は、「美術工芸品としての価値ある刀剣類の保存及び公開、さらに無形文化財としての日本刀の製作・研磨並びに刀装・刀装具の製作等の技術の保存向上に資するとともに、作刀に必要な材料の確保を図り、これに関する調査研究と鑑賞指導を行い、わが国文化の普及と文化財の保護に寄与する」ことを目的に設立された、東京都墨田区に本部を置く日本の公益財団法人である。

## 概要
日本刀には美術品、工芸品としての価値があるが、明治維新にともなう廃刀令以降、海外への散逸が懸念されるようになった。さらに、太平洋戦争終結後、連合国軍最高司令官総司令部は日本刀没収を実施したため、これを恐れる持ち主の中には日本刀を破棄するものが続出する事態となった。このような事態に危機感を持った有志により、1948年2月24日、日本刀を後世に伝える目的で財団が設立された。当初は東京都台東区の東京国立博物館に事務局を置いていたが、後に東京都渋谷区代々木に移転した。昭和40年代には、会員から募った資金を元に、保護した刀剣類を公開するための施設「刀剣博物館」を代々木に設置した。さらに、昭和50年代に入ると、年々手に入りにくくなる作刀材料確保のため、島根県奥出雲町に「日刀保たたら事業所」を操業し、日本刀の原料となる「和鋼・玉鋼」を生産している。
近年は後述の不祥事が相次いだことから、2008年に一部が分裂して日本刀文化振興協会を設立するに至ったが、その後も日本刀の売買においては日本美術刀剣保存協会が実施する個々の日本刀・刀装・刀装具に対する鑑定審査の結果が重要視され、現代の刀工の大きな目標が、同協会が主催する現代刀職展（旧新作名刀展）に作品を出品して特賞などの高い評価を得ることであることに違いはない。
2018年に東京都墨田区横網にある旧安田庭園内の両国公会堂跡地に刀剣博物館を移転して開館し、同館内に本部も移転した。

## 現代刀職展
現代刀職展（旧新作名刀展）は、同協会が主催するその年度に新作された日本刀の展覧会であり、ここで認められることが現代の刀工と刀装具職人にとっての大きな目標である。
現行の「現代刀職展」は2018年から開催されており、その前身は1955年から開催されてきた「新作名刀展」と1948年から開催されてきた「刀剣研磨・外装技術発表会」である。現代刀職展の中で旧新作名刀展に該当する部門は、作刀の部・刀身彫の部・彫金の部の3つである。作刀の部はさらに太刀・刀・脇差・長刀・槍の部と短刀・剣の部に分かれており、それぞれの部門に1人1点ずつ計2点を出展できる。刀身彫の部と彫金の部では部門ごとに1人1点を出展できる。旧刀剣研磨・外装技術発表会に該当する部門は研磨の部・白鞘の部・刀装の部・柄前の部・白銀の部である。研磨の部はさらに鎬造の部と平造の部に分かれており、それぞれの部門に1人1点ずつ計2点を出展できる。それ以外の部門では部門ごとに1人1点を出展できる。研磨の部では、国宝・重文・重美に指定・認定されたものを研磨して出展することはできない。
- 正宗賞（作刀の部において無鑑査から特筆される作品があった場合のみ）
- 特賞
  - 高松宮記念賞（作刀の部のみ）
  - 文部科学大臣賞（研磨の部のみ）
  - 木屋賞（研磨の部のみ）
  - 竹屋賞（研磨の部のみ）
  - 千葉賞（研磨の部のみ）
  - 薫山賞
  - 寒山賞
  - 日本美術刀剣保存協会会長賞
- 優秀賞
- 努力賞
- 新人賞（新しく刀鍛冶になった1名のみ）
- 入選

入賞は以上の通りで新人賞を除く優秀賞以下は優れた者から1席、2席と順位が示される。ただし無鑑査の称号を与えられた最高位の刀工は原則として賞の受賞対象とはならない。正宗賞のみは特殊で、無監査刀工が出品したうちで特筆される作刀があった場合のみ授与される。近年では2010年に宮入法廣が短刀で、2014年に太刀で河内國平が受賞した。無鑑査になるための選定基準の一つは「協会が主催する現代刀職展において、入賞15回のうち、特賞を8回以上（太刀・刀・脇差・薙刀・槍の部）受賞し、そのうちに高松宮記念賞（平成17年まで高松宮賞）を2回以上受賞した者、もしくは特賞を10回以上（太刀・刀・脇差・薙刀・槍の部の特賞を6回以上）受賞した者で、人格が高潔であり、刀匠として抜群の技量が認められる者」である。2019年時点で累計39名のみが無鑑査の刀工に認定されている。

## 鑑定審査

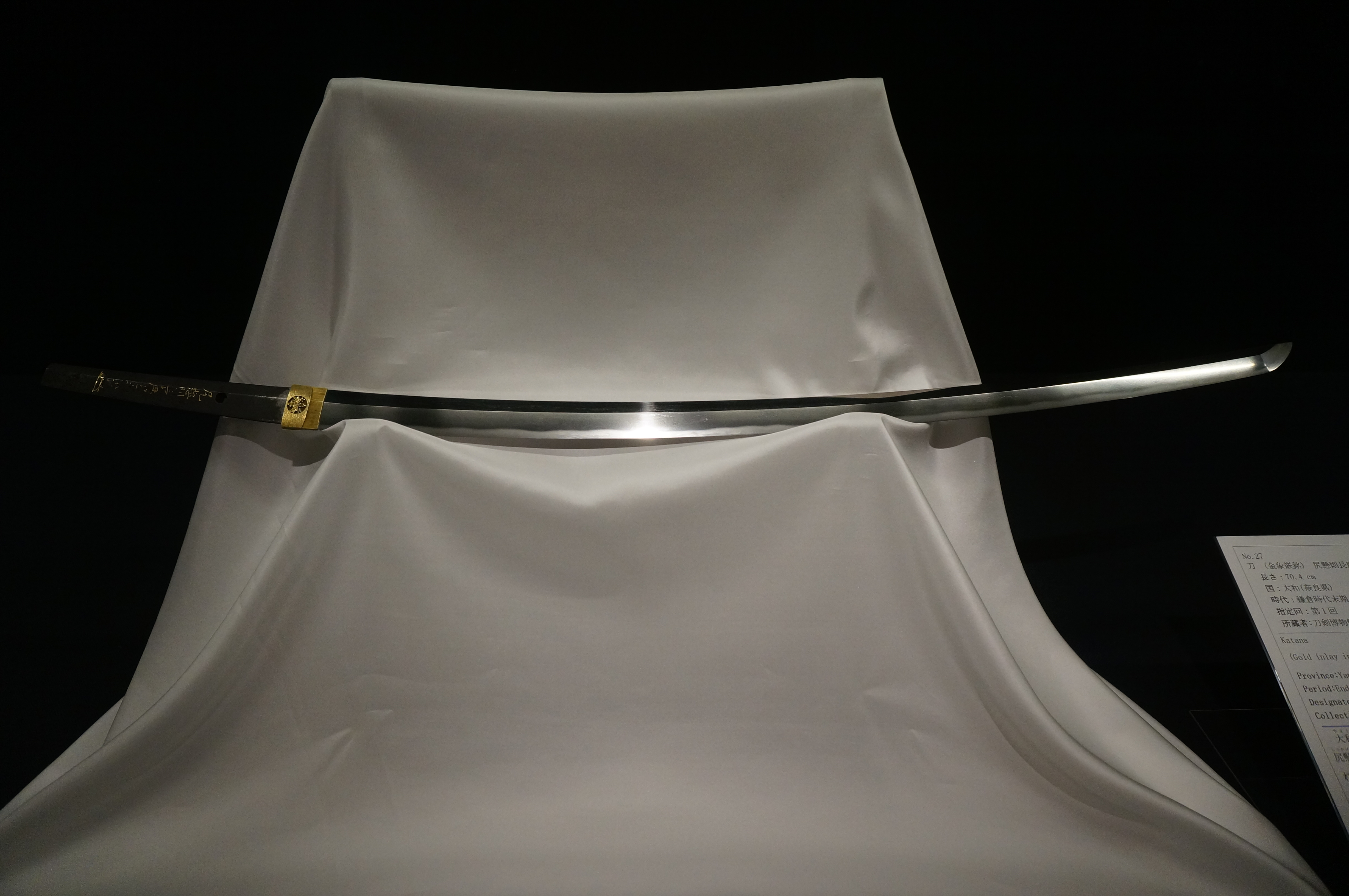
刀（金象嵌銘） 尻懸則長磨上之 本阿（花押）（光室）、鎌倉時代末期、刀剣博物館蔵、特別重要刀剣指定第1号の作。

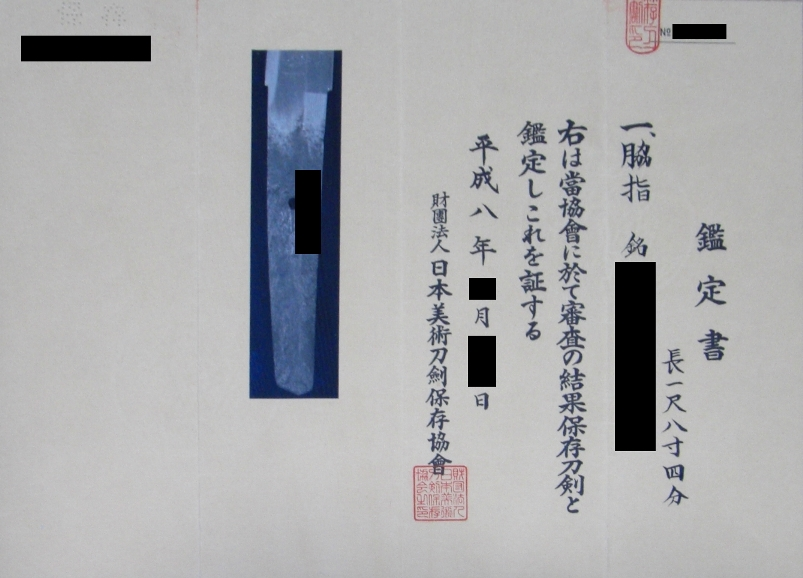
日本美術刀剣保存協会が発行した鑑定書の一例（保存刀剣）

日本美術刀剣保存協会は、応募者から申請された個々の日本刀や刀装・刀装具に対して、その美術的・歴史的価値に基づいて鑑定審査を行い、優れたものについては等級を付けて格付けしてきた。なお、その出来や保存状態によっては不合格になり等級が付与されないこともある。日本刀の評価と売買において市場ではその格付けが重要視されており、等級ごとに販売・買取相場も異なる。なお甲冑やその他の武具に関しては日本甲冑武具研究保存会が5つの等級で格付けをしている。

### 現行の制度
1982年9月から開始された現行の鑑定制度では、合格した優れた日本刀・刀装・刀装具については4等級に分類され、下位から「保存（～刀剣・～刀装・～刀装具）」「特別保存（～刀剣・～刀装・～刀装具）」「重要（～刀剣・～刀装・～刀装具）」「特別重要（～刀剣・～刀装・～刀装具）」の等級が付与される。協会は刀剣・刀装・刀装具に対する鑑定審査基準を公表しており、その一例として刀剣の基準は次の通りである。
保存刀剣
1. 江戸時代を下らない（江戸時代以前の）各時代・各流派の作で銘の正しいもの、または無銘であっても年代・国・系統を指摘し得るもの。
2. 前項に該当するもので、地刃に多少の疲れ、あるいはキズがあっても鑑賞に堪え得るもの。
3. 地刃に補修のある場合は、美観を著しく損なわない程度のもの。
4. 明治時代以降の刀工の作は在銘で出来の良いものに限る。
5. 再刃のものは不合格とする。ただし、南北朝時代を下らない著名刀工の在銘の作で、資料性が高く、かつ地刃や茎の荒が少ない場合の再刃（焼直し）は、その旨を注記して合格とする場合がある。
6. 在銘作は、銘字及び作風より真偽を俄かに決しかねるもの、また、無銘作で適切な極めを容易になし得ないものは「保留」とする場合がある。

特別保存刀剣
1. 保存刀剣のうち、更に出来が良く、保存状態の良いもの。
2. 前項のものの中で、以下のものは合格の対象とはならない。

(1) 再刃のもの。ただし、南北朝時代を下らない著名刀工の在銘の作で、資料性が高く、かつ地刃や茎の荒が少ない場合の再刃は、その旨を注記して合格とする場合がある。
(2) 室町時代及び江戸時代の無銘作。ただし、著名刀工の上作と鑑せられ、保存状態の優れたものについては合格とする場合がある。
重要刀剣

特別保存刀剣のうち、以下のもの。
(1) 特に出来が優れ、保存状態の良好な、国認定の重要美術品に準ずると判断されるもの。
(2) 前号のもので、南北朝時代を下らないものは、無銘作でも合格の対象となる。また、室町時代以降の作は在銘に限り、かつ江戸時代以降の作は、原則として生ぶ茎在銘のもの。
特別重要刀剣
重要刀剣の中で、更に一段と出来が傑出し、保存状態が優れ、資料的価値が極めて高く、国認定の重要美術品に相当する、または国指定の重要文化財に準ずる価値があると判断されるもの。
最高等級の「特別重要（～刀剣・～刀装・～刀装具）」は隔年に一度のみ鑑定審査され、2021年時点で、刀剣1143口、刀装59点、刀装具80点のみが「特別重要」を冠する最高等級に列せられている。2021年には特別重要刀剣指定制度が始まってから50年を迎えたことを記念して、刀剣博物館にて「特別重要刀剣等指定制度五十周年記念ー日本刀 珠玉の名品展ー」が開催された。

### 過去の制度
日本美術刀剣保存協会が鑑定審査を始めたのは設立年の1948年であり、当初は優れた日本刀に対する分類として「貴重刀剣」のみが設定された。1950年にその上位の「特別貴重刀剣」が、1958年にさらに上位の「重要刀剣」が、1971年に最高位の「特別重要刀剣」が設定され、1973年に特別貴重刀剣と重要刀剣の間の「甲種特別貴重刀剣」が設定された。しかし1982年5月にこの5等級から成る鑑定審査制度は廃止されて同年9月に新しい分類の「保存刀剣」と「特別保存刀剣」を含めた4等級の現行制度に切り替わったため、現在では旧制度下で発行された貴重刀剣、特別貴重刀剣、甲種特別貴重刀剣の鑑定書に効力があるとは言えず、それらの鑑定書が付いた日本刀の評価を確立するためには、改めて現行制度の鑑定審査を受けなおす必要がある。

## 指摘された問題点

### 鑑定審査について
日本刀の鑑定審査に関連し数々の問題点が指摘された。2007年には監督官庁の文化庁が行政指導しても財団が問題点を改善していなかったことが報道された。その主な要旨は協会関係者や一部の刀剣店などが所有する刀剣への審査で不当な便宜が図られているのではないかというものである。
- 2001年、文化庁は財団役職員の刀剣類審査への応募を禁じ（いわゆる「窓口規制」）、財団もそれを受け入れる旨を文書で表明した。
- 2006年8月14日、会長の橋本龍太郎の死去にともない佐々淳行が会長に選ばれた。その後、佐々は事務局長に解職を告げ、会計課長、庶務課長に１か月の自宅待機の後解職とする旨を告げた。
- 2006年10月、衆議院文部科学委員会にて、実際には窓口規制が行われていないことを衆議院議員保坂展人（社会民主党）が指摘し、文部科学大臣伊吹文明（自由民主党）が「インサイダーなどの疑い」を払拭するため指導の徹底を図ると答弁した[17]。
- 2007年3月1日、衆議院予算委員会第四分科会にて、財団側が文化庁の窓口規制を再度拒否していることが衆議院議員佐々木憲昭（日本共産党）の質問主意書により発覚した[18]。佐々木が「（重要刀剣指定を発表する機関紙に）現職理事の名前が堂々と記載されている。大臣、どうお感じですか？」と問いかけ、文部科学大臣の伊吹も「私も先生と同じ気持ちだ」と同調し、内部統治への疑義や、改善命令を視野に入れると答弁した。さらに、佐々木は、理事が他人名義で審査申請している、特定業者にのみ申請期間が過ぎても申請を許可している、2業者からの申請だけで全申請の57%を占めている、といった点から「癒着」の可能性を指摘、現地での実態把握が急務と主張した。文化庁は、現職理事の窓口規制違反だけで既に27件発生しており、財団の客観性、透明性が求められており、さらに努力したいと回答した。
- 2007年5月9日から5月11日にかけて、文化庁は日本美術刀剣保存協会に対し刀剣審査事業に関する臨時検査を行った。この結果、平成16年4月の特別重要刀剣審査の対象378点について、非会員もしくは非会員と思われる申請が約一割の37件、役員、職員、親族等からの申請が9件あったことが確認され、文化庁次長高塩至は、「こうした検査結果を踏まえまして、今後、改善を要する事項につきまして適切に協会を指導していく考えでございます」と述べた。これに対し保坂展人は「事実に即して文化庁の指導を強めていただきたい」と述べて、等級審査問題に関する国会における論戦は終結した[19]。
- 2008年5月20日、事務局長らの地位確認訴訟の判決が東京地裁で出され、原告の全面勝訴となる。(東京地裁 平成20.5.20 平成18(ワ)19133 地位確認等請求事件)
- 2009年3月18日、東京地裁は、会長の佐々淳行の発言などによる名誉棄損を認め、元事務局長ら３人に対しての計125万円の損害賠償を命じる判決を下した。2006年、協会が文化庁から等級審査の改善報告を求められた後、佐々は、職員への訓示や協会関係者への配布文書で、元事務局長らが勝手に協会幹部名義の報告書を文化庁に提出したり、自分らの給与を不正に増額したりしたと主張していた。 判決は、「文化庁に提出した文書は協会幹部も了解しており、給与の不正増額も認められない」とした。
- 2009年5月19日、事務局長らの地位確認訴訟の控訴審判決が東京高裁で出され、再び、原告が勝訴した。(東京高裁 平成21.5.19 平成20(ネ)3144 地位確認等請求控訴事件)
- 2010年6月24日、佐々淳行が会長を辞任し、村山弘義が会長となる。

### 未登録刀剣について
2009年に所有者不明の刀剣400本余りが発見され、2011年に協会と当時の理事・常務理事がこれらのうち36本を銃砲刀剣類登録手続が行われていない状態で保管していたとして銃刀法違反で書類送検された。
2012年、不起訴処分となった。

## 歴代会長
| 代 | 氏名       | 主な役職                                                                         |
| -- | ---------- | -------------------------------------------------------------------------------- |
| 1  | 細川護立   | 侯爵、貴族院議員                                                                 |
| 2  | 本間順治   | 文部省文化財保護委員会事務局美術工芸品課課長、財団法人本間美術館理事長           |
| 3  | 富士川金二 | 国立博物館課長、文部省文化財保護委員会部長、大妻女子大学教授、刀剣研究家・蒐集家 |
| 4  | 山中貞則   | 沖縄開発庁長官、防衛庁長官                                                       |
| 5  | 鈴木嘉定   | 建設会社社長、刀剣研究家・蒐集家                                                 |
| 6  | 橋本龍太郎 | 内閣総理大臣                                                                     |
| 7  | 佐々淳行   | 内閣官房内閣安全保障室長                                                         |
| 8  | 村山弘義   | 東京高等検察庁検事長                                                             |
| 9  | 小野裕     | 守商産業創設者・会長                                                             |
| 10 | 酒井忠久   | 旧庄内藩主酒井家18代当主                                                         |